# بولشایا کومینا
بولشایا کومینا (به لاتین: Bolshaya Kumina) یک رود در روسیه است که در سرزمین پرم واقع شده‌است.